# Universidade Camilo José Cela
A Universidade Camilo José Cela (UCJC) é uma universidade privada criada em 2000 e sediada em Madrid, Espanha.
Seu campus principal, localizado em Madrid-Villafranca, inclui estudos de graduação (bacharelado) em cinco faculdades integradas (Comunicação, Educação, Saúde, Gerenciamento de Direito e Arquitetura-Tecnologia). O campus da cidade, Madrid-Almagro, está localizado no centro de Madrid e é a sede da UCJC Graduate School. O Dr. Pedro Sánchez, Primeiro Ministro da Espanha, obteve seu PhD pela UCJC. 
Uma extensão de terreno de 100.000 m2, o campus de Madrid-Villafranca inclui vários edifícios: Presidência, Reitoria, Faculdades, Centro Estudantil, Salas de Aula (2), Salas de Bibliotecas e Estudos, MediaLab, duas residências estudantis e restaurante “El Tobogán”, além das instalações do UCJC Sports Club.
A biblioteca contém aproximadamente 30.000 livros, além de outras coleções em diferentes formatos, como CD-ROM, DVD, vídeo, microficha e 278 publicações periódicas.